# Hanna Mukarkar

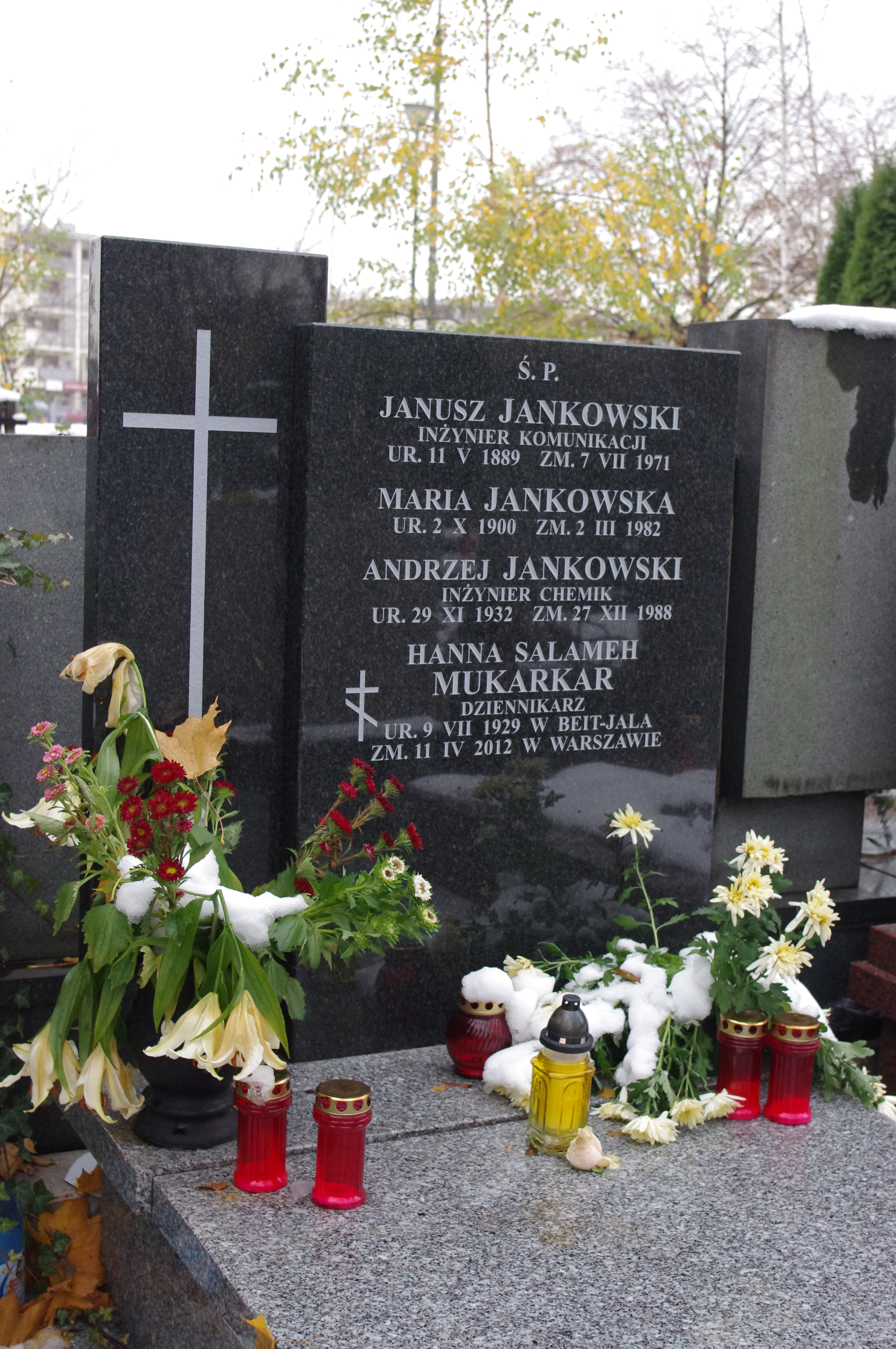
Grobowiec na Cmentarzu w Wilanowie

Hanna Mukarkar (ur. 9 lipca 1929 w Bajt Dżala (Palestyna), zm. 11 kwietnia 2012 w Warszawie) – lektor i wykładowca w Katedrze Arabistyki i Islamistyki Instytutu Orientalistycznego Uniwersytetu Warszawskiego, dziennikarz Programu Polskiego Radia dla Zagranicy – kierownik Redakcji Arabskiej, tłumacz.

## Wybrane publikacje
- współaut. z J. Bielawskim, Wypisy z literatury arabskiej. Część I. Poezja staroarabska i literatura okresu Omajjadów, Wydawnictwa Uniwersytetu Warszawskiego, Warszawa 1965[2].
- współaut. z J. Bielawskim, Wypisy z literatury arabskiej. Część II. Poezja i proza złotego wieku Abbasydów, Wydawnictwa Uniwersytetu Wazawskiego, Warszawa 1966.
- współaut. z J. Bielawskim, Wypisy z literatury arabskiej. Część III. Literatura arabsko-hiszpánska, Wydawnictwa Uniwersytetu Warszawskiego, Warszawa 1968.